# Schlaf gut, Wachtmeister!
Schlaf gut, Wachtmeister (hebräisch הַשּׁוֹטֵר אָזוּלַאי HaSchōṭer Asūlāj, deutsch ‚Wachtmeister Asulai‘) ist ein israelischer Film von Ephraim Kishon aus dem Jahr 1970.

## Handlung
Azulai ist ein Polizist, der in Jaffa auf Streife geht. Obwohl er seit 20 Jahren bei der Polizei ist, wurde er immer nur auf Grund seiner Dienstzeit befördert, denn er ist zu einfältig selbst offensichtliche Verbrechen zu bemerken oder als solche zu erkennen. Dennoch ist er nicht etwa dumm: Er hat eine Bibelkenntnis, die selbst die orthodoxesten Juden beeindruckt, er spricht fast muttersprachlich französisch und das poetische Arabisch. Des Weiteren ist er sehr pflichtbewusst und gutherzig und ein frommer Jude. Diese Qualitäten reichen seinen Vorgesetzten nicht und so wollen sie ihn entlassen, bzw. seinen Vertrag nicht verlängern (trotz des großen Personalmangels). Um dieses zu verhindern will Azulai in seiner letzten Zeit besonders erfolgreich seine Arbeit tun. Aber er schafft es nicht. Die Ganovenbande um Amar will jedoch lieber ihn als einen aufmerksamen Polizisten in ihrem Gebiet und so verwickeln sie ihn in einen diplomatisch wichtigen, jedoch justizial eher unwichtigen Fall, den Azulai auch mit der Festnahme des Täters abschließt.
Dafür wird er zwar gleich um zwei Ränge befördert, aber direkt danach in den Ruhestand geschickt.

## Auszeichnungen
- XIII. Semana International de Cine en Color 1971: Hervorragender ausländischer Film
- Kinor David Preis 1971: Bester Schauspieler (Israel)
- Golden Globe 1972: Bester ausländischer Film (USA)
- Oscar-Nominierung 1972: Bester fremdsprachiger Film (USA)
- Cine del Duca Award 1972 des Festival International de Télévision: Beste Produktion (Monaco)
- Lady with Uumbrella Prize 1972  Auszeichnung des International Film Festival (Spanien)